# Augustinerkirche (Zürich)

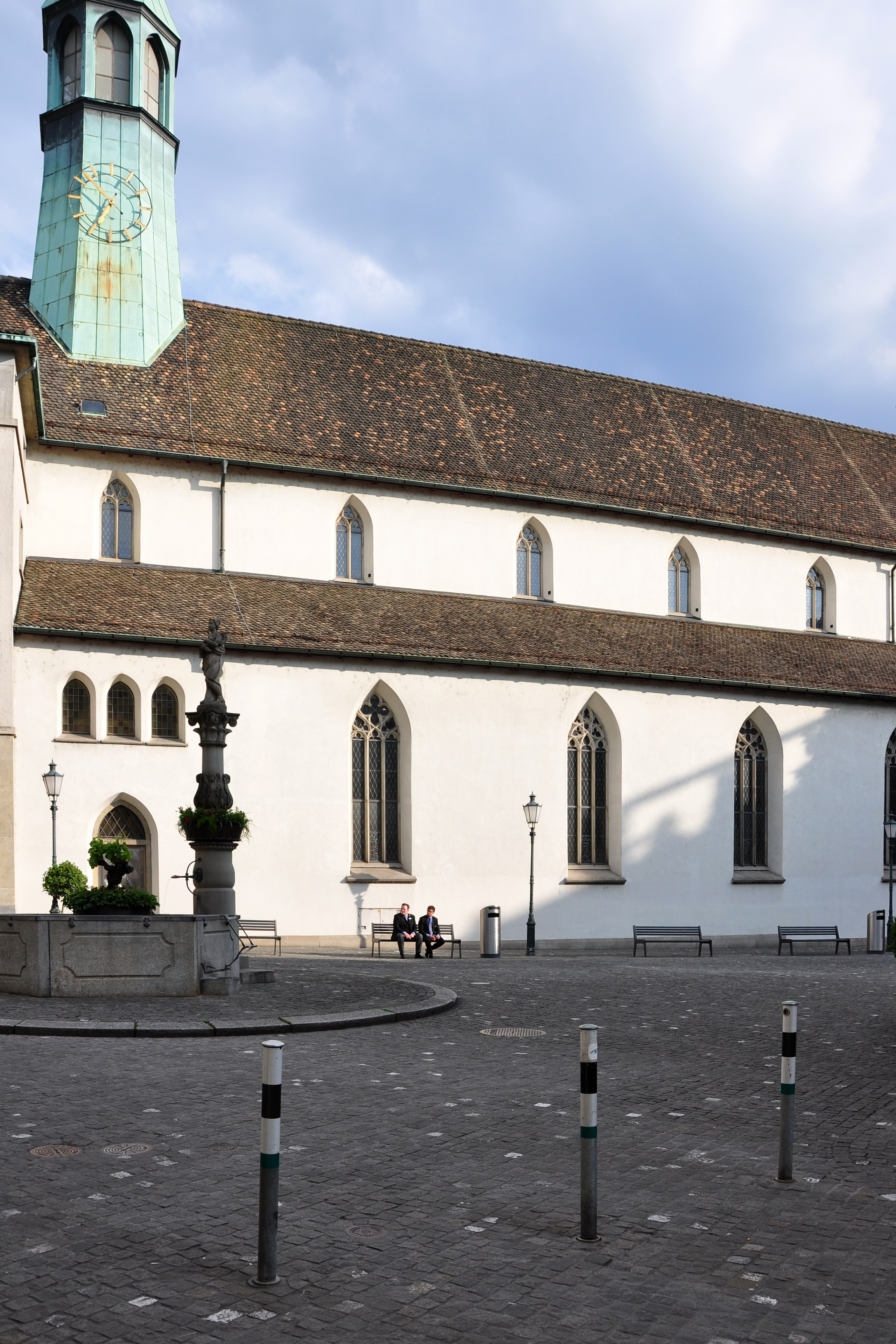
Ansicht vom Münzplatz

Die Augustinerkirche ist eine ursprünglich gotische Klosterkirche, die um 1270 nahe der westlichen Stadtmauer von Zürich erbaut wurde. Sie steht am Münzplatz nahe der Bahnhofstrasse. 

## Geschichte
Die Kirche der Augustiner-Eremiten wurde im Zuge der Reformation zu einer weltlichen Werkstatt umfunktioniert und diente als Münzstätte und Lagerraum. Als ab 1841 Zürichs Katholiken eine eigene Kirche bauen wollten, besann man sich der alten Kirche. Ferdinand Stadler, aufstrebender Architekt mit handwerklichem Geschick, wurde mit dem Umbau im neugotischen Stil beauftragt.
Die Mehrheit dieser Gemeinde lehnte die Beschlüsse des ersten Vatikanischen Konzils von 1870 ab und wurde aus der katholischen Kirche ausgeschlossen. Die Gemeinde nannte sich fortan Christkatholische Kirchgemeinde Zürich und nutzt die Augustinerkirche bis heute. 
Die Kirche wurde 1958 bis 1959 von Max Kopp renoviert, dabei wurde sie in einen mittelalterlichen Bauzustand zurückversetzt, die neugotischen Elemente wurden entfernt. Kreuzigungsgruppe, Blockaltar und Taufstein wurden von Franz Fischer gestaltet, die Glasgemälde 1965 von August Wanner.
Die Orgel auf der Rückempore wurde 1959 durch die Firma Orgelbau Kuhn im Geiste der Orgelbewegung erbaut. Das Instrument verfügt über drei Manuale, Pedal und 42 Register.

## Glocken
Im Dachreiter hängen fünf Glocken, die 1900 von der Giesserei H. Rüetschi gegossen wurden. Sie erklingen in der Tonfolge es1–ges1–as1–c2–es2.